# خط جنوب لندن
خط جنوب لندن (انگلیسی: South London Line) یکی از خط‌های متروی زمینی لندن است.
این خط در سال ۱۸۶۹ افتتاح شده و دارای ۱۰ ایستگاه می‌باشد.

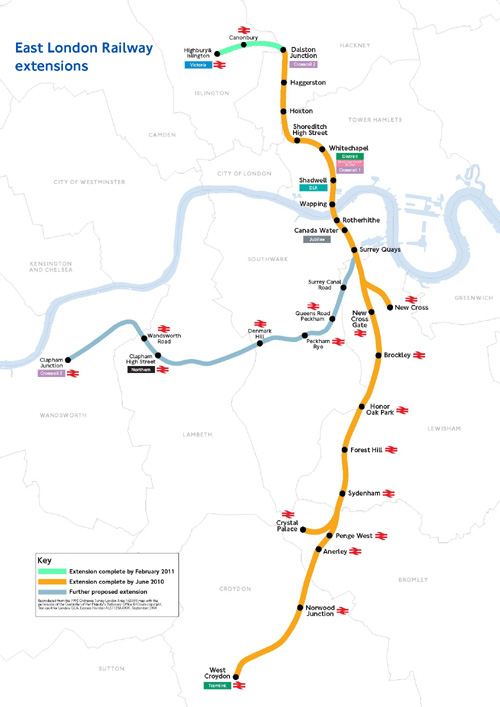
نقشه خط جنوب لندن

## نگارخانه

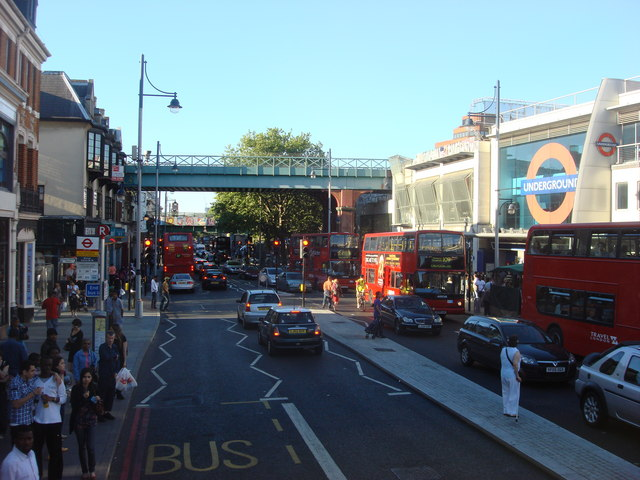
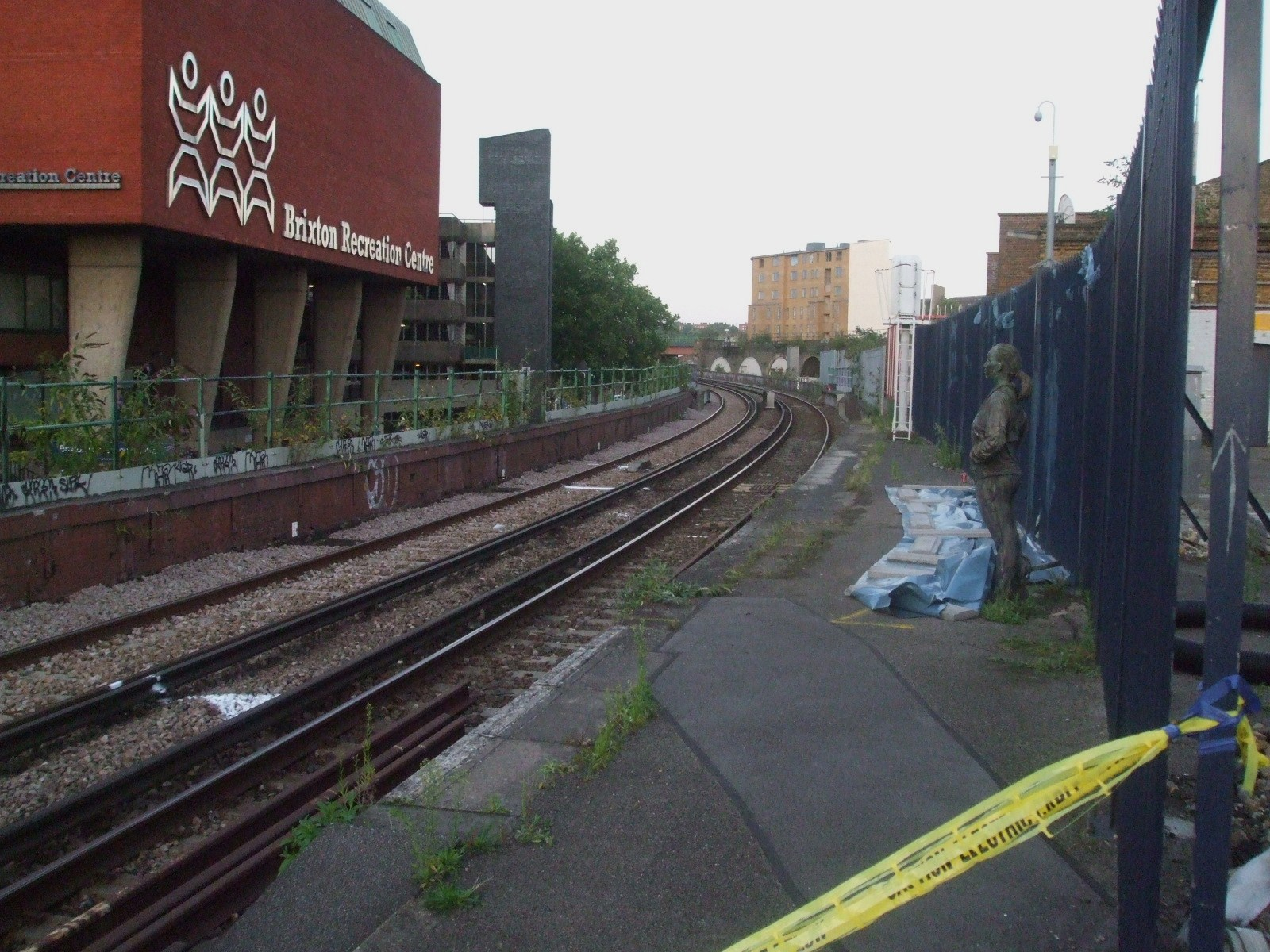
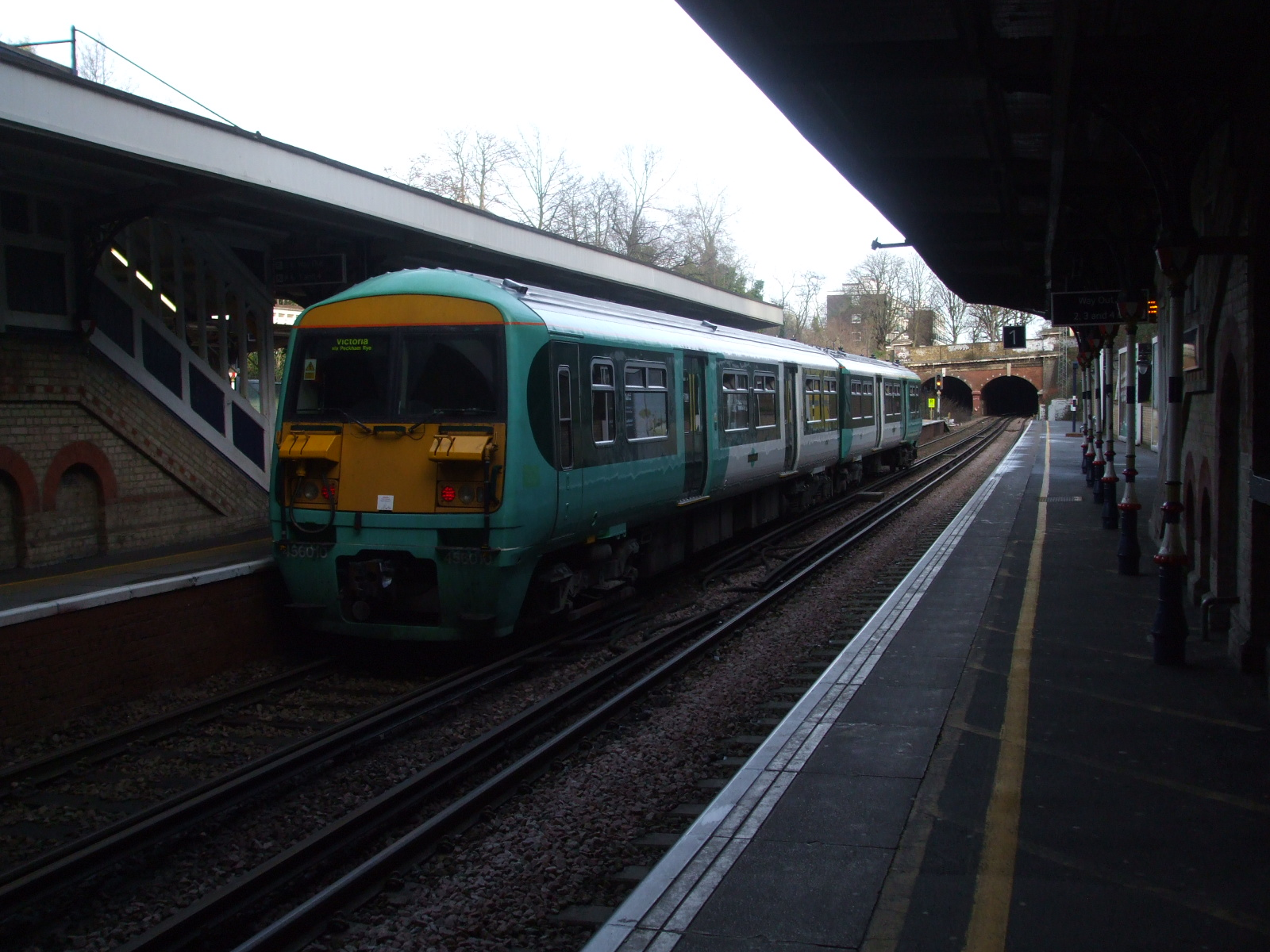